# 알폰소 마리아 푸스코
성 알폰소 마리아 푸스코(Alfonso Maria Fusco, 1839년 3월 23일 - 1910년 2월 6일)는 이탈리아의 로마 가톨릭교회의 사제이자 세례자 성 요한 수녀회의 설립자이다. 2001년 교황 요한 바오로 2세에 의해 시복되었으며, 2016년 4월 26일 교황 프란치스코에 의해 시성되었다. 축일은 2월 6일이다.